# Fotballklubben Lyn Oslo 1981
Questa voce raccoglie le informazioni riguardanti il Football Club Lyn Oslo nelle competizioni ufficiali della stagione 1981.

## Risultati

### Campionato

#### Girone di andata
| Kopervik 26 aprile 1981 | Vålerengen | 3 – 0 | Lyn Oslo | Åsebøen Stadion |

| Oslo 3 maggio 1981 | Lyn Oslo | 2 – 0 | Viking | Ullevaal Stadion |

| Tromsø 10 maggio 1981 | Moss | 2 – 0 | Lyn Oslo | Alfheim Stadion |

| Oslo 13 maggio 1981 | Lyn Oslo | 1 – 1 | Rosenborg | Ullevaal Stadion |

| Kristiansand 25 maggio 1981 | Start | 0 – 0 | Lyn Oslo | Kristiansand Stadion |

| Oslo 8 giugno 1981 | Lyn Oslo | 3 – 2 | Brann | Ullevaal Stadion |

| Oslo 10 giugno 1981 | Lyn Oslo | 0 – 5 | Fredrikstad | Ullevaal Stadion |

| Bryne 21 giugno 1981 | Bryne | 0 – 0 | Lyn Oslo | Bryne Stadion |

| Oslo 29 giugno 1981 | Lyn Oslo | 1 – 2 | Lillestrøm | Ullevaal Stadion |

| Hamar 6 luglio 1981 | HamKam | 2 – 0 | Lyn Oslo | Briskeby Gressbane |

| Oslo 13 luglio 1981 | Lyn Oslo | 1 – 0 | Haugar | Ullevaal Stadion |

#### Girone di ritorno
| Oslo 27 luglio 1981 | Lyn Oslo | 2 – 4 | Vålerengen | Ullevaal Stadion |

| Stavanger 3 agosto 1981 | Viking | 3 – 0 | Lyn Oslo | Stavanger Stadion |

| Oslo 10 agosto 1981 | Lyn Oslo | 5 – 0 | Moss | Ullevaal Stadion |

| Trondheim 17 agosto 1981 | Rosenborg | 1 – 0 | Lyn Oslo | Lerkendal Stadion |

| Oslo 23 agosto 1981 | Lyn Oslo | 2 – 3 | Start | Ullevaal Stadion |

| Bergen 2 settembre 1981 | Brann | 1 – 0 | Lyn Oslo | Brann Stadion |

| Fredrikstad 13 settembre 1981 | Fredrikstad | 3 – 2 | Lyn Oslo | Fredrikstad Stadion |

| Oslo 27 settembre 1981 | Lyn Oslo | 1 – 2 | Bryne | Ullevaal Stadion |

| Lillestrøm 4 ottobre 1981 | Lillestrøm | 1 – 0 | Lyn Oslo | Åråsen Stadion |

| Oslo 11 ottobre 1981 | Lyn Oslo | 0 – 0 | HamKam | Ullevaal Stadion |

| Haugesund 18 ottobre 1981 | Haugar | 2 – 2 | Lyn Oslo | Haugesund Stadion |

### Coppa di Norvegia
|  | Bjørkelangen | 2 – 3 | Lyn Oslo |  |

|  | Kjelsås | 0 – 1 | Lyn Oslo |  |

|  | Lyn Oslo | 2 – 1 | Frigg |  |

|  | Haugar | 4 – 1 | Lyn Oslo |  |